# Methylamin
Methylamin là một hợp chất hữu cơ có công thức CH3NH2. Khí không màu này là một dẫn xuất của amonia, nhưng với một nguyên tử hydro được thay thế bằng một nhóm methyl. Nó là amin chính đơn giản nhất. Nó được bán dưới dạng dung dịch trong methanol, ethanol, tetrahydrofuran hoặc nước hoặc dưới dạng khí khan trong các thùng kim loại điều áp. Về mặt công nghiệp, methylamin được vận chuyển ở dạng không nước trong các toa tàu được tăng áp suất và rơ moóc bồn chứa. Nó có mùi mạnh tương tự như cá. Methylamin được sử dụng như một khối xây dựng để tổng hợp nhiều hợp chất thương mại có sẵn khác.

## Sản xuất công nghiệp
Methylamin được điều chế thương mại bằng phản ứng của amonia với methanol với sự có mặt của xúc tác aluminosilicate. Dimethyl amin và trimethylamin được đồng sản xuất; tốc độ phản ứng và tỷ lệ chất phản ứng xác định tỷ lệ của ba sản phẩm. Sản phẩm được ưa chuộng nhất bởi tốc độ phản ứng là trimethylamin.
CH3OH + NH3 → CH3NH2 + H2O
Theo cách này, ước tính 115.000 tấn đã được sản xuất vào năm 2005.

## Phương pháp phòng thí nghiệm
Methylamin được điều chế lần đầu tiên vào năm 1849 bởi Charles-Adolphe Wurtz thông qua quá trình thủy phân methyl isocyanat và các hợp chất liên quan. Một ví dụ về quy trình này bao gồm việc sử dụng chuyển vị Hofmann, để sản xuất methylamin từ acetamide và khí brom.
Trong phòng thí nghiệm, methylamin hydroclorit dễ dàng được điều chế bằng nhiều phương pháp khác nhau. Một phương pháp đòi hỏi phải xử lý formaldehyd bằng amoni chloride.
NH4Cl + H2CO → [CH2=NH2]Cl + H2O
[CH2=NH2]Cl + H2CO + H2O → [CH3NH3]Cl + HCO2H
Muối hydroclorit không màu có thể được chuyển đổi thành một amin bằng cách thêm một base mạnh, chẳng hạn như natri hydroxide (NaOH):
[CH3NH3]Cl + NaOH → CH3NH2 + NaCl + H2O
Một phương pháp khác đòi hỏi phải khử nitromethan bằng kẽm và axit clohydric.
Một phương pháp sản xuất methylamin khác là khử carboxyl của glycin với một base mạnh trong nước.

## Khả năng phản ứng và ứng dụng
Methylamin là một nucleophile tốt vì nó là một amin không bị cản trở. Là một amin nó được coi là một base yếu. Nó được sử dụng trong hóa học hữu cơ rất phổ biến. Một số phản ứng liên quan đến thuốc thử đơn giản bao gồm: với phosgene thành methyl isocyanat, với carbon disulfide và natri hydroxide với natri methyldithiocarbamate, với chloroform và base thành methyl isocyanide và với ethylen oxide với methylethanolamines. Methylamin lỏng có đặc tính dung môi tương tự như amonia lỏng.
Các hóa chất có ý nghĩa đại diện được sản xuất từ methylamin bao gồm dược phẩm ephedrine và theophylline, thuốc trừ sâu carbofuran, carbaryl, và natri metham, và dung môi N -methylformamide và N -methylpyrrolidone. Việc chuẩn bị một số chất hoạt động bề mặt và các nhà phát triển nhiếp ảnh đòi hỏi methylamin như một khối xây dựng.

## Hóa sinh
Phát sinh methylamin là kết quả của phân hủy và là chất nền cho quá trình sinh methan.
Thêm vào đó, methylamin được sản xuất trong PADI4 -phụ thuộc arginine demethylation.